# Triepeolus
Triepeolus är ett släkte av bin. Triepeolus ingår i familjen långtungebin.

## Bildgalleri

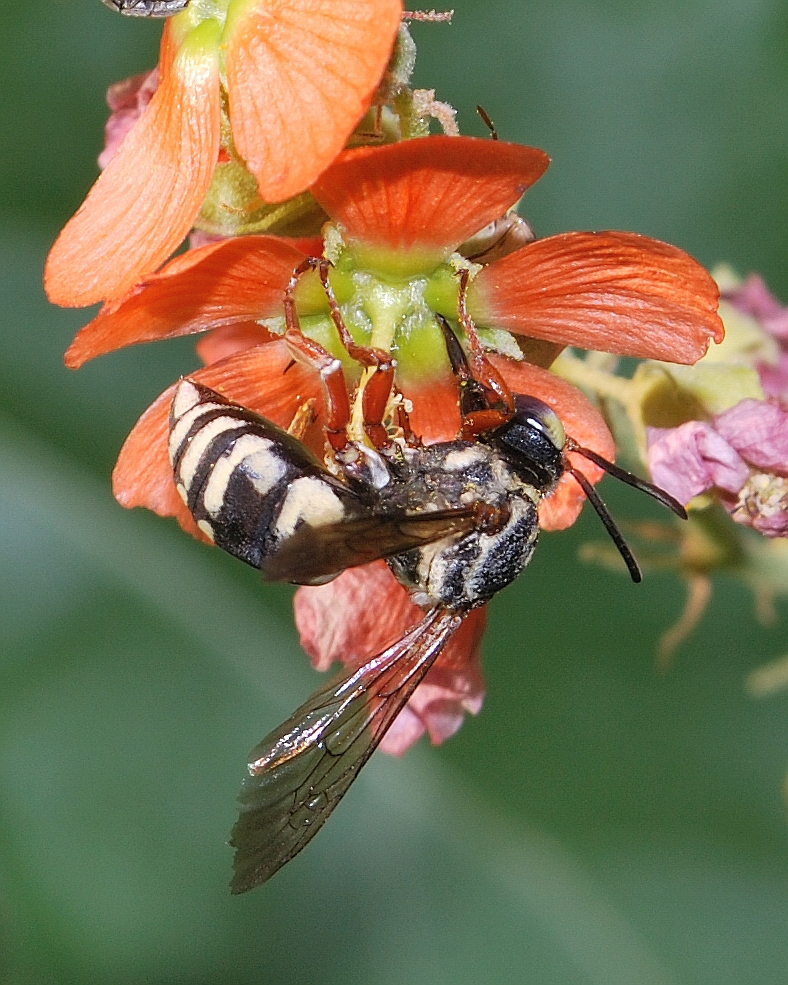

## Dottertaxa tillTriepeolus, i alfabetisk ordning[1]
- Triepeolus aguilari
- Triepeolus alvarengai
- Triepeolus ancoratus
- Triepeolus antiguensis
- Triepeolus antiochensis
- Triepeolus argentimus
- Triepeolus argus
- Triepeolus argyreus
- Triepeolus atoconganus
- Triepeolus atripes
- Triepeolus aztecus
- Triepeolus balteatus
- Triepeolus bihamatus
- Triepeolus bilineatus
- Triepeolus bilunatus
- Triepeolus bimorulus
- Triepeolus blaisdelli
- Triepeolus brittaini
- Triepeolus brunnescens
- Triepeolus buchwaldi
- Triepeolus californicus
- Triepeolus callopus
- Triepeolus cameroni
- Triepeolus charlesi
- Triepeolus circumculus
- Triepeolus claytoni
- Triepeolus concavus
- Triepeolus cressonii
- Triepeolus cruciformis
- Triepeolus cuabitensis
- Triepeolus cuneatus
- Triepeolus custeri
- Triepeolus cyclurus
- Triepeolus dacotensis
- Triepeolus denverensis
- Triepeolus diffusus
- Triepeolus dilutus
- Triepeolus distinctus
- Triepeolus diversipes
- Triepeolus donatus
- Triepeolus edwardi
- Triepeolus eldoradensis
- Triepeolus engeli
- Triepeolus epeolurus
- Triepeolus exilicurvus
- Triepeolus flavigradus
- Triepeolus flavipennis
- Triepeolus fraserae
- Triepeolus fulgidus
- Triepeolus georgicus
- Triepeolus grandis
- Triepeolus grindeliae
- Triepeolus griswoldi
- Triepeolus haematurus
- Triepeolus helianthi
- Triepeolus hopkinsi
- Triepeolus interruptus
- Triepeolus intrepidus
- Triepeolus inyoensis
- Triepeolus isocomae
- Triepeolus isohedrus
- Triepeolus jennieae
- Triepeolus joliae
- Triepeolus junctus
- Triepeolus kathrynae
- Triepeolus lateralis
- Triepeolus laticaudus
- Triepeolus laticeps
- Triepeolus lectiformis
- Triepeolus loomisorum
- Triepeolus lunatus
- Triepeolus lusor
- Triepeolus margaretae
- Triepeolus martini
- Triepeolus mauropygus
- Triepeolus medusa
- Triepeolus melanarius
- Triepeolus mensae
- Triepeolus metatarsalis
- Triepeolus mexicanus
- Triepeolus micheneri
- Triepeolus michiganensis
- Triepeolus micropygius
- Triepeolus mitchelli
- Triepeolus mojavensis
- Triepeolus monardae
- Triepeolus nayaritensis
- Triepeolus nemoralis
- Triepeolus nevadensis
- Triepeolus nigrihirtus
- Triepeolus nisibonensis
- Triepeolus norae
- Triepeolus obliteratus
- Triepeolus occidentalis
- Triepeolus osiriformis
- Triepeolus pacis
- Triepeolus paenepectoralis
- Triepeolus parkeri
- Triepeolus partitus
- Triepeolus parvidiversipes
- Triepeolus parvus
- Triepeolus pectoralis
- Triepeolus penicilliferus
- Triepeolus permixtus
- Triepeolus perpictus
- Triepeolus phaeopygus
- Triepeolus pomonalis
- Triepeolus punctoclypeus
- Triepeolus quadratus
- Triepeolus quadrifasciatus
- Triepeolus remigatus
- Triepeolus rhododontus
- Triepeolus robustus
- Triepeolus rohweri
- Triepeolus roni
- Triepeolus rufithorax
- Triepeolus rufoclypeus
- Triepeolus rufotegularis
- Triepeolus rugosus
- Triepeolus rugulosus
- Triepeolus sarothrinus
- Triepeolus saturninus
- Triepeolus scelestus
- Triepeolus schwarzi
- Triepeolus segregatus
- Triepeolus sequior
- Triepeolus simplex
- Triepeolus simulatus
- Triepeolus subalpinus
- Triepeolus sublunatus
- Triepeolus subnitens
- Triepeolus tanneri
- Triepeolus tepanecus
- Triepeolus texanus
- Triepeolus timberlakei
- Triepeolus totonacus
- Triepeolus townsendi
- Triepeolus tristis
- Triepeolus utahensis
- Triepeolus warriti
- Triepeolus ventralis
- Triepeolus verbesinae
- Triepeolus vernus
- Triepeolus vicinus
- Triepeolus victori
- Triepeolus wilsoni
- Triepeolus zacatecus